# Cedrelopsis rakotozafyi
Cedrelopsis rakotozafyi là một loài thực vật có hoa trong họ Meliaceae. Loài này được Cheek & Lescot mô tả khoa học đầu tiên năm 1991.